# Hotel Abjasia (Sujumi)
El Hotel Abjasia de Sujumi  
Es el nombre que recibía un antiguo hotel localizado en la ciudad de Sujumi, la capital del territorio independiente de facto de Abjasia, que Georgia reclama como propio y funcionó durante el período del gobierno de la entonces Unión Soviética. El hotel fue una de las estructuras en su tipo más importantes de la ciudad. El edificio pintado de color blanco está actualmente en desuso y vacío.